# 玉川町 (名古屋市)
玉川町（たまかわちょう）は、愛知県名古屋市中川区にある町名。現行行政地名は玉川町1丁目から玉川町4丁目。住居表示未実施。

## 地理
名古屋市中川区の南東部に位置し、東に十一番町、西に玉船町、北に福川町、南に港区新川町に接する。

### 河川
- 中川運河

## 歴史
中川運河開削に伴って整備された町であり、東岸に○川町と付ける命名規則に従ったものである。

### 沿革
- 1930年（昭和5年）3月15日 - 南区熱田新田東組の一部により、同区玉川町として成立する[2]。
- 1937年（昭和12年）10月1日 - 港区編入に伴い、同区玉川町となる[2]。
- 1944年（昭和19年）2月11日 - 中川区編入に伴い、同区玉川町となる[2]。

## 世帯数と人口
2019年（平成31年）1月1日現在の世帯数と人口は以下の通りである。
| 町丁   | 世帯数 | 人口 |
| ------ | ------ | ---- |
| 玉川町 | 65世帯 | 66人 |

### 人口の変遷
国勢調査による人口の推移
| 1995年（平成7年）  | 38人  | [ WEB 5 ] |  |
| 2000年（平成12年） | 27人  | [ WEB 6 ] |  |
| 2005年（平成17年） | 103人 | [ WEB 7 ] |  |
| 2010年（平成22年） | 96人  | [ WEB 8 ] |  |
| 2015年（平成27年） | 86人  | [ WEB 9 ] |  |

## 学区
市立小・中学校に通う場合、学校等は以下の通りとなる。また、公立高等学校に通う場合の学区は以下の通りとなる。
| 番・番地等 | 小学校               | 中学校                 | 高等学校 |
| ---------- | -------------------- | ---------------------- | -------- |
| 全域       | 名古屋市立玉川小学校 | 名古屋市立昭和橋中学校 | 尾張学区 |

## 施設
- 名古屋市立玉川小学校
- ゲンキー 玉川店
- 玉川天然温泉 キャナル・リゾート

東京に本社をおくZIPが運営する温浴施設。2024年（令和6年）3月の開業を目指し、南に接する南郊運河7300平方メートルの埋め立て利用として、4階建ての施設を増築することになっている。また、広場には運河をイメージした人工池も造成されるという。
- 中日本氷糖本社

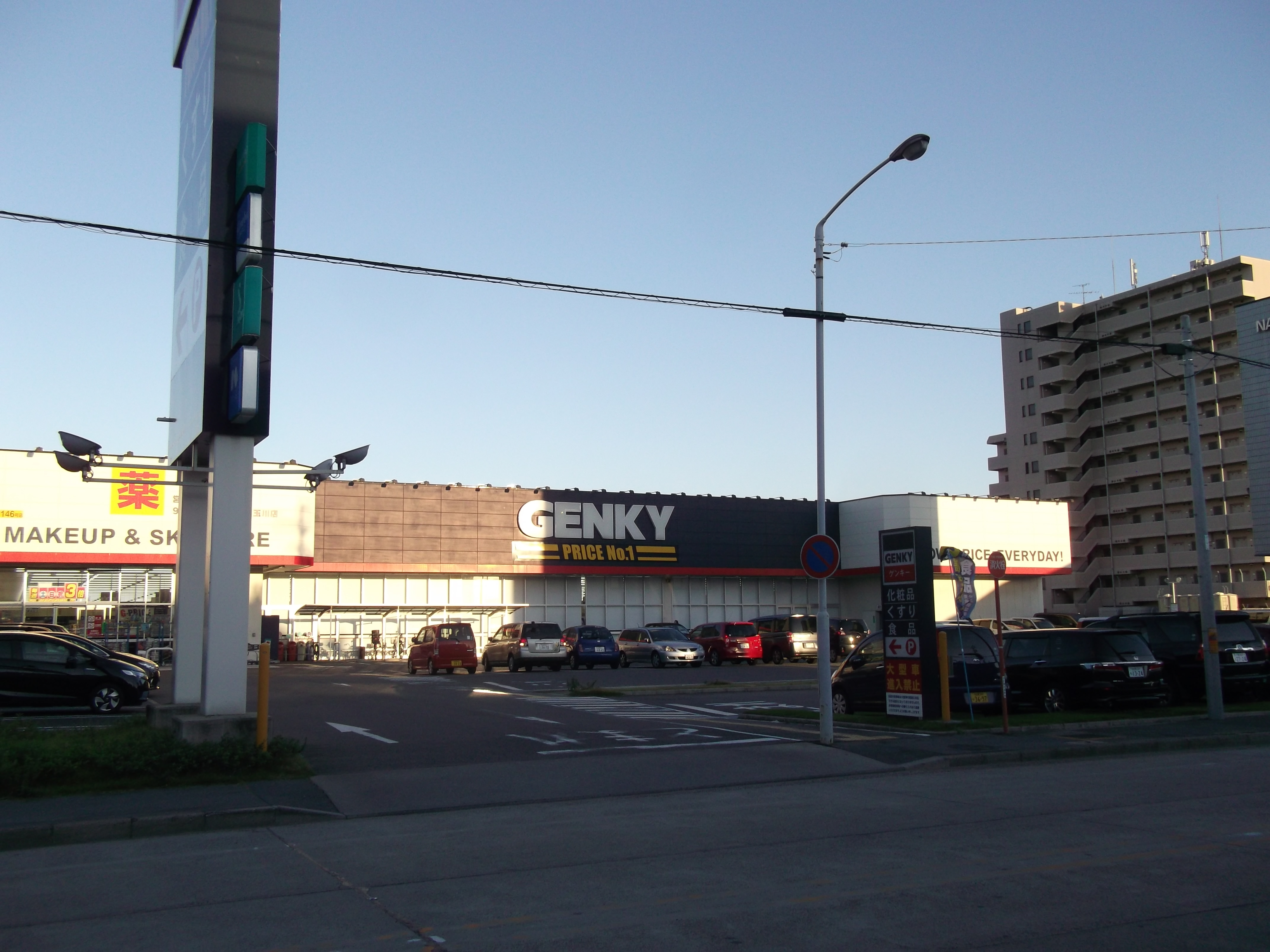
ゲンキー玉川店（2014年10月）
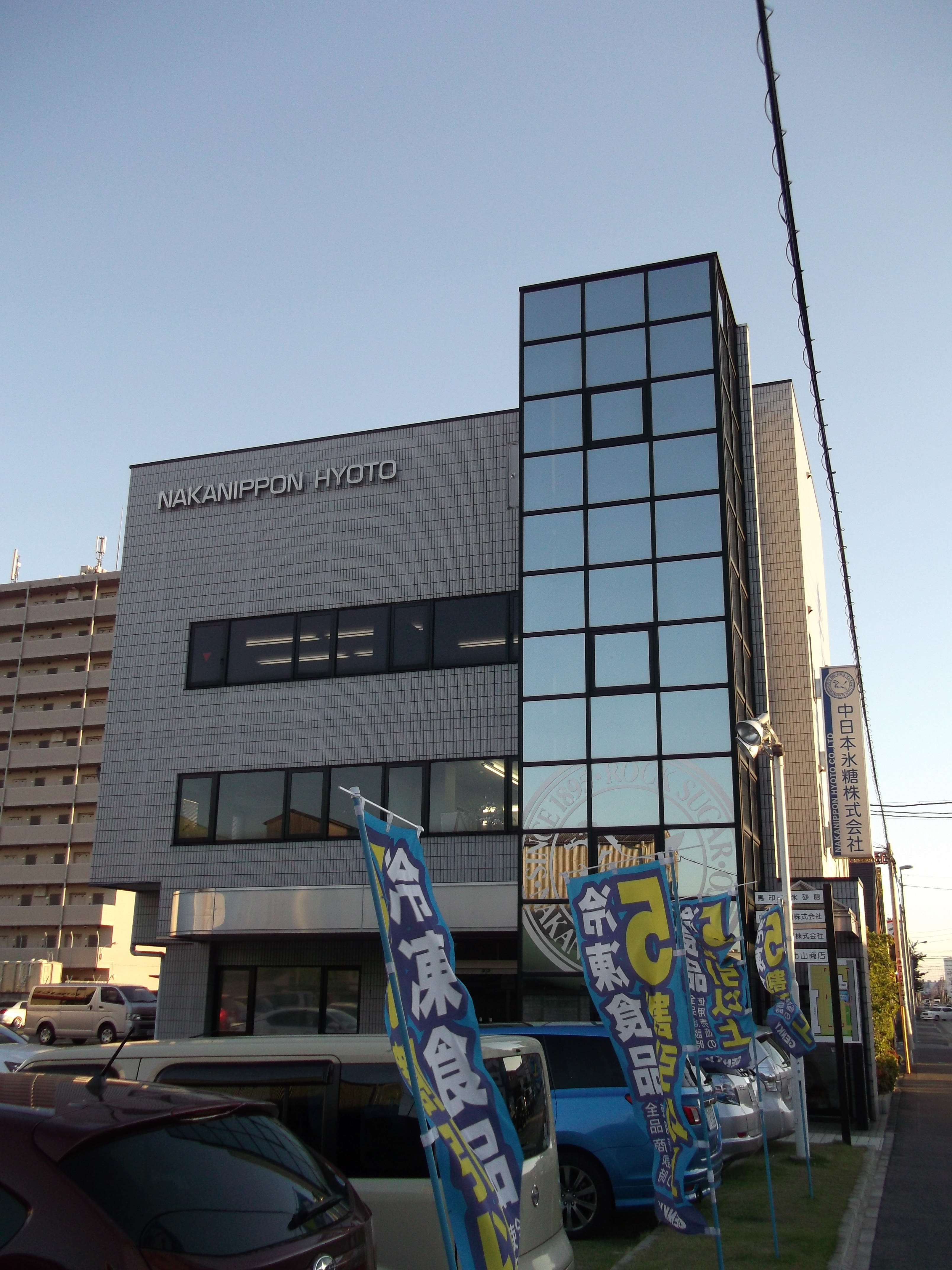
中日本氷糖本社（2014年10月）

## 交通
町内には日帰り温泉施設キャナル・リゾートがあり、利用客向けの無料シャトルバスが金山駅・六番町駅・ららぽーと名古屋みなとアクルス・ミッドランドスクエア・伏見駅・桜山駅・新瑞橋駅とそれぞれ結んでいる。また、中川運河を運航するクルーズ名古屋の「キャナルリゾート」乗船場も置かれている。

## その他

### 日本郵便
- 郵便番号 : 454-0058[WEB 2]（集配局：中川郵便局[WEB 14]）。

### WEB
1. 1 2  “町・丁目(大字)別、年齢(10歳階級)別公簿人口(全市・区別)”.   名古屋市 (2019年1月23日). 2019年1月23日閲覧。
2. 1 2  “郵便番号”.  日本郵便. 2019年2月10日閲覧。
3. ↑  “市外局番の一覧”.   総務省. 2019年1月6日閲覧。
4. ↑  “中川区の町名一覧”.   名古屋市 (2015年10月21日). 2019年2月13日閲覧。
5. ↑  総務省統計局 (2014年3月28日). “平成7年国勢調査の調査結果(e-Stat) - 男女別人口及び世帯数 －町丁・字等” (CSV). 2019年4月27日閲覧。
6. ↑  総務省統計局 (2014年5月30日). “平成12年国勢調査の調査結果(e-Stat) - 男女別人口及び世帯数 －町丁・字等” (CSV). 2019年4月27日閲覧。
7. ↑  総務省統計局 (2014年6月27日). “平成17年国勢調査の調査結果(e-Stat) - 男女別人口及び世帯数 －町丁・字等” (CSV). 2019年4月27日閲覧。
8. ↑  総務省統計局 (2012年1月20日). “平成22年国勢調査の調査結果(e-Stat) - 男女別人口及び世帯数 －町丁・字等” (CSV). 2019年4月27日閲覧。
9. ↑  総務省統計局 (2017年1月27日). “平成27年国勢調査の調査結果(e-Stat) - 男女別人口及び世帯数 －町丁・字等” (CSV). 2019年4月27日閲覧。
10. ↑  “市立小・中学校の通学区域一覧”.   名古屋市 (2018年11月10日). 2019年1月14日閲覧。
11. ↑  “平成29年度以降の愛知県公立高等学校（全日制課程）入学者選抜における通学区域並びに群及びグループ分け案について”.   愛知県教育委員会 (2015年2月16日). 2019年1月14日閲覧。
12. ↑  “アクセス・シャトルバス”.   キャナル・リゾート. 2019年5月19日閲覧。
13. ↑  “キャナルリゾート”.   クルーズ名古屋. 2019年5月19日閲覧。
14. ↑  郵便番号簿 平成29年度版 - 日本郵便. 2019年02月10日閲覧 (PDF)

### 新聞
1. 1 2 3  谷悠己 (2019年5月22日). “南郊運河に温浴施設　開発事業者、ＺＩＰに決定”. 中日新聞朝刊市民版:  p. 12

### 書籍
1. ↑  名古屋市計画局 1992, p. 496.
2. 1 2 3  名古屋市計画局 1992, p. 824.